# 大邱都市铁道公社2000系电力动车组
大邱都市铁道公社2000系电力动车组（：／）是大邱都市铁道公社的一款通勤型电力动车组，在大邱都市铁道2号线运营。

## 概要
2000系电力动车组是大邱都市铁道公社的列车，直流電用车辆，为韩国标准中型电动列车，由Rotem负责生产。列车在2005年开始正式使用，目前运行于大邱都市铁道2号线。

## 腳註

### 外部資料
- 대구도시철도공사 - 공사현황 - 시설장비현황 - 차량 （页面存档备份，存于）
- Daegu Metro Line 2 EMU 現代Rotem （英文）